# Dagmar von Böhmen

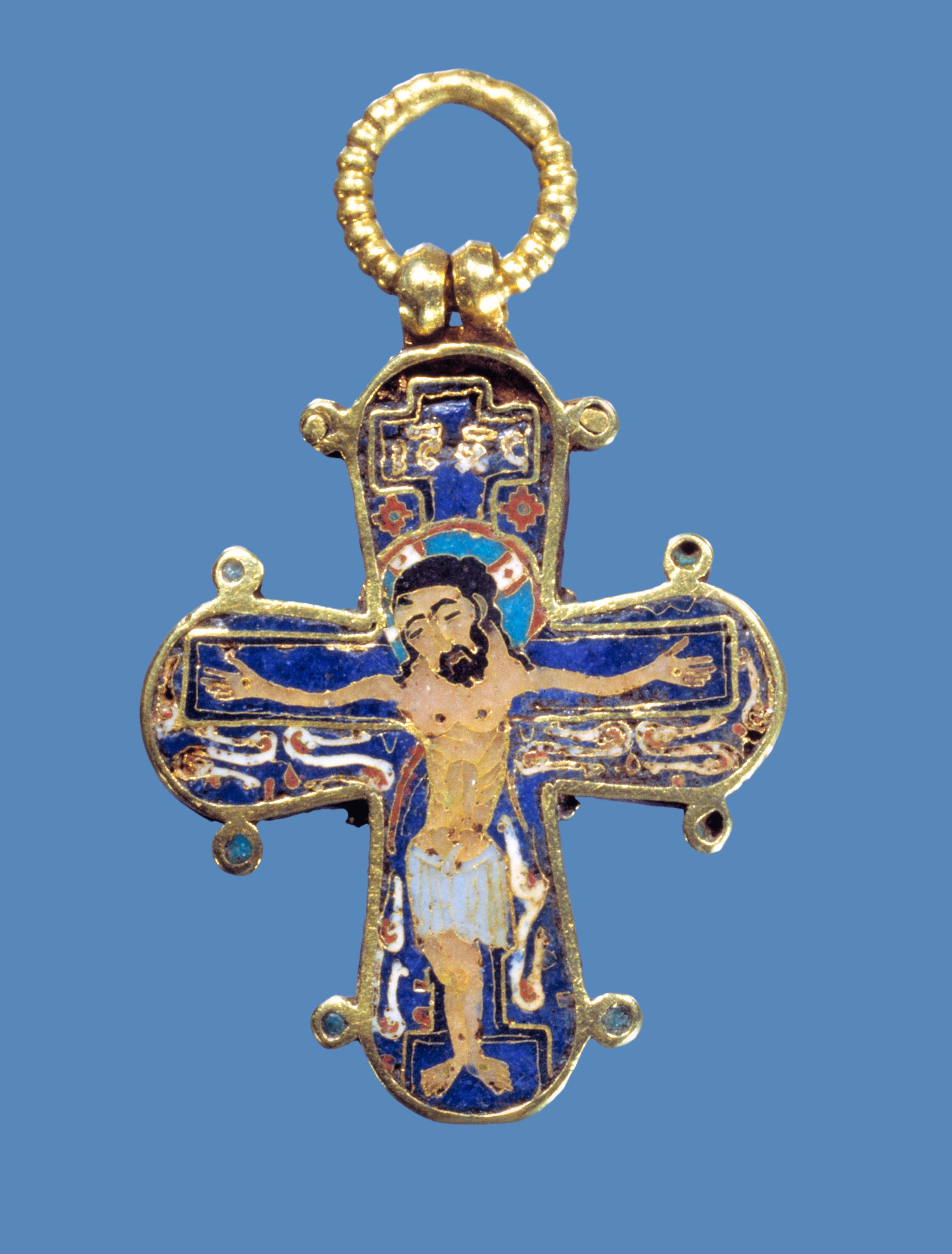
Das Dagmarkreuz (dänisch Dagmarkors)

Dagmar von Böhmen (auch Dagmar von Dänemark, tschechisch Markéta Přemyslovna, dänisch Dronning Dagmar; * etwa 1186; † 24. Mai 1212 in Ribe, Dänemark) war böhmische Prinzessin und dänische Königin. Sie starb sieben Jahre nach ihrer Ankunft in Dänemark im Kindbett. Ihre Lebensgeschichte besingen mehrere traditionelle Balladen. Als gute und barmherzige Herrscherin fand sie Eingang in die Volkskultur, und ein Kreuz aus ihrem Grab in der St.-Bendts-Kirche in Ringsted ist bis in die Gegenwart ein populäres Schmuckstück.

## Leben
Sie wurde als Markéta, Tochter des Přemysliden-Fürsten und späteren Königs Ottokar I. Přemysl und der Adelheid von Meißen (Adléta Míšeňská) aus dem Geschlecht der Wettiner, geboren. Sie hatte zwei leibliche Schwestern: Božislava wurde mit dem bairischen Heinrich I. von Ortenburg vermählt, Hedwika (1211–1282) wurde Ordensschwester in Gernrode und Prag. Weitere vier Halbschwestern stammten aus der zweiten Ehe ihres Vaters. 
Markéta erlebte in ihrer Jugend zweimal die Vertreibung. Das erste Mal zusammen mit ihren Eltern, als der König vor seinem Verwandten Heinrich Břetislav III. nach Meißen flüchten musste. 1197 kehrte die Familie zurück. Kurz darauf verstieß der König die Mutter, die erneut Schutz bei ihrem Bruder auf dem markgräflichen Hof in Meißen fand.
1204 besuchten dänische Gesandte den Meißner Hof und trugen Markéta den Heiratswunsch des seit 1202 regierenden dänischen Königs Waldemar II. an. Dies führte zu langwierigen diplomatischen Bemühungen. Nun bekannte sich Ottokar I. wieder stolz zu seiner Tochter, da er nach einem geeigneten politischen Verbündeten suchte. Während Adelheid nach einigen Jahren des Exils 1205 auf den böhmischen Thron zurückkehren durfte, wurde die achtzehnjährige Markéta 1205 in Lübeck vermählt. Mit der Hochzeit erhielt sie auch den neuen Namen Dagmar (Tagesjungfrau bzw. Morgenrot), der ihre Schönheit und adelige Gestalt symbolisieren sollte. 1209 schenkte sie ihrem Mann den Sohn Waldemar. Sie starb nach sieben Jahren Ehe bei der Geburt des zweiten Kindes und wurde in der von Waldemars Vater errichteten St.-Bendts-Kirche zu Ringsted auf Seeland bestattet. Ihr Grab wurde im 17. Jahrhundert bei dem Aushub eines neuen Grabes weitgehend zerstört. Die steinerne Gruft ist erhalten, der Verbleib ihrer Gebeine aber unbekannt.

## Wirkung

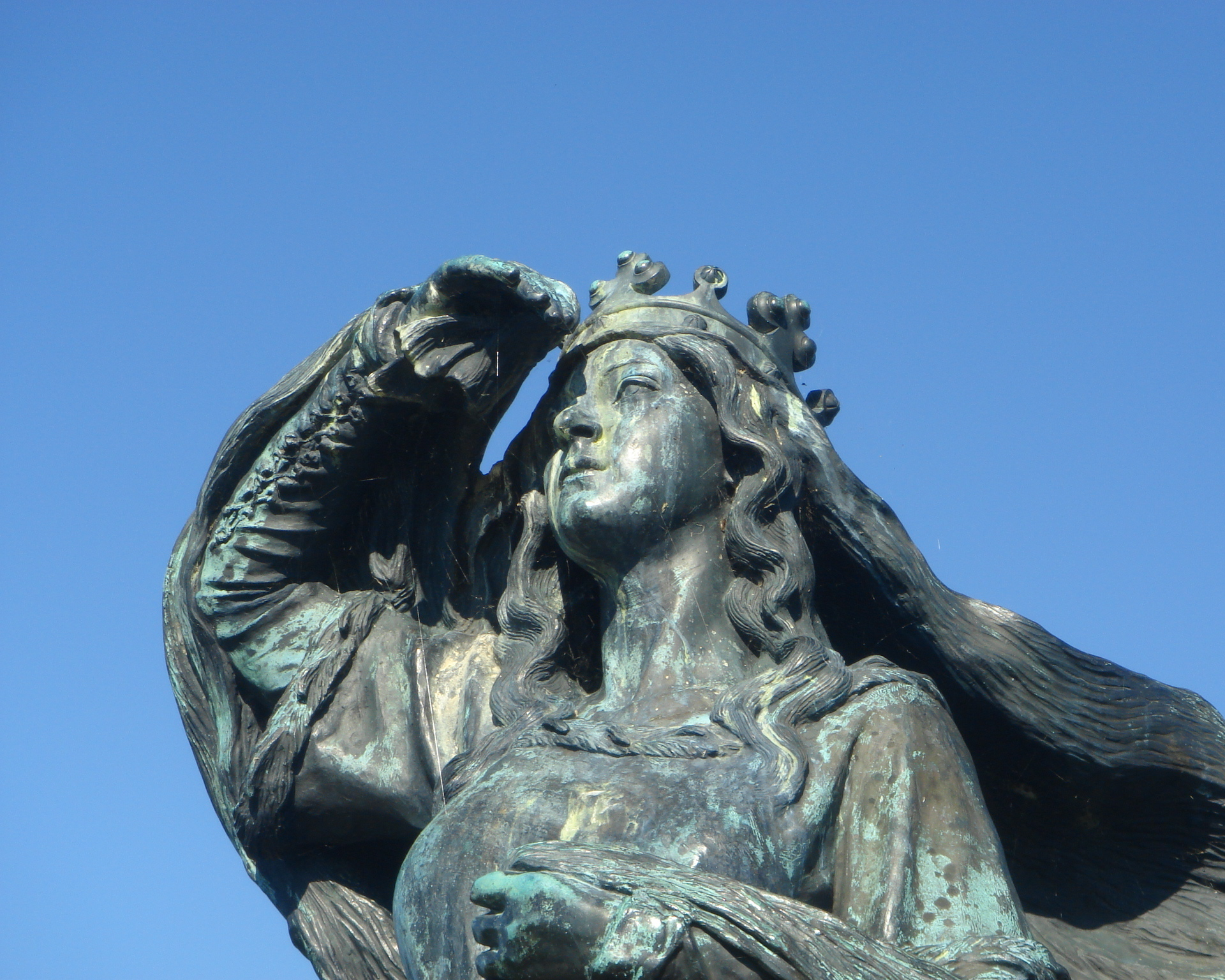
Dronning Dagmar auf der Riberhus Slotsbanke

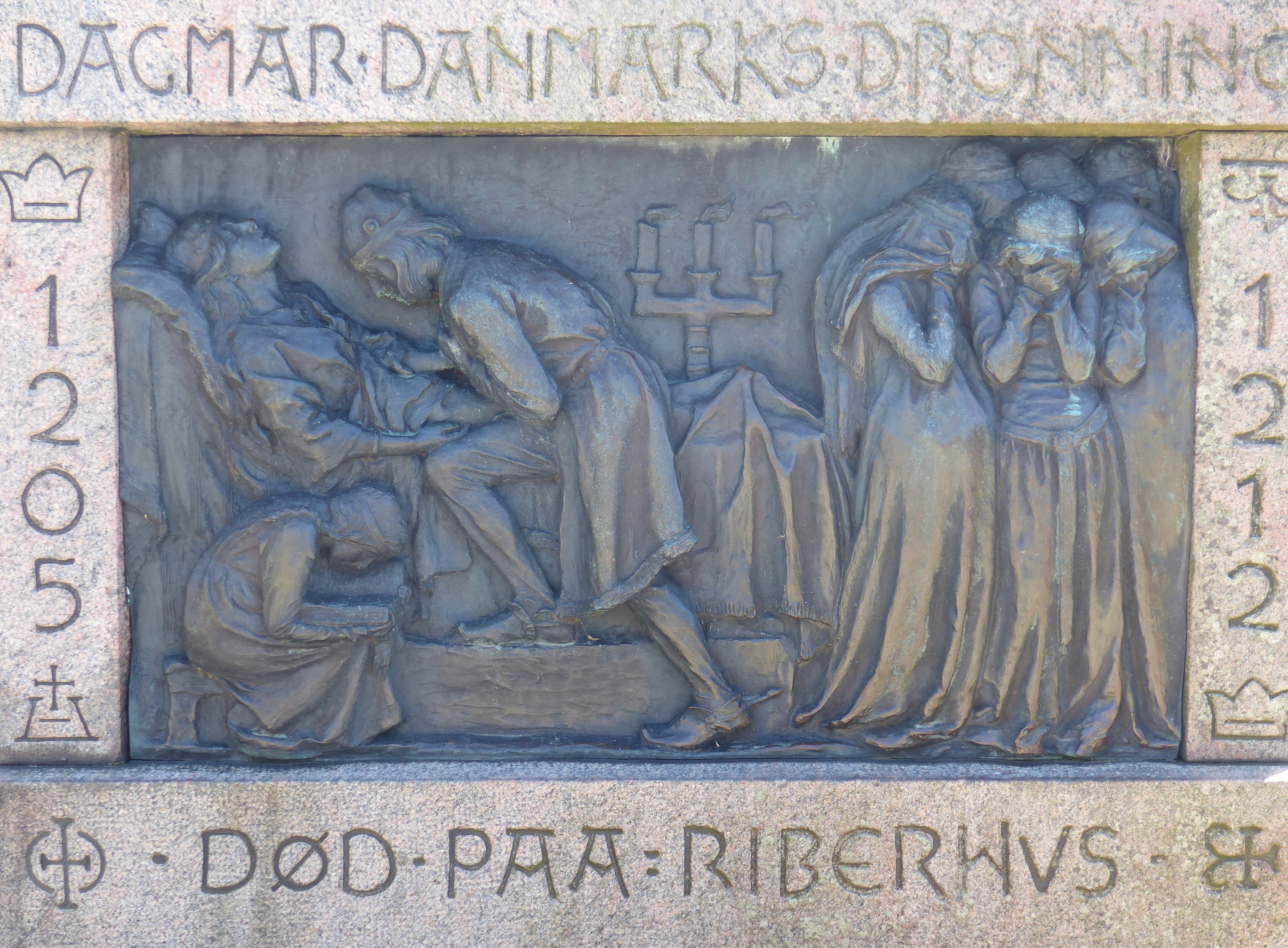
Der Tod von Königin Dagmar als Relief von Anne Marie Carl-Nielsen.

In Dänemark war Dagmar beim Volk sehr beliebt. Bereits im 13. Jahrhundert findet sich ihr Name in einem Heiligenverzeichnis. Ihre barmherzigen Taten werden in Volksliedern besungen. Mehrere dieser Lieder zeichnete der Geschichtsschreiber Anders Sørensen Vedel 1591 in seinem Werk Hundredvisebogen auf. Die Lieder sind Balladen, stehen thematisch aber auch der Minnelyrik nahe. Sie schildern unter anderem die Hochzeitsfahrt der böhmischen Prinzessin, die von Waldemars Ritter Strange Ebbeson geworben und begleitet wird, und ihre Bitten an Waldemar, als Morgengabe die Gefangenen freizulassen und die Bauern von Abgaben zu befreien. Als Gegenspielerin tritt dabei ihre Nachfolgerin, die „böse“ Königin Berengaria auf. Die bekannteste dieser Volksweisen heißt Dronning Dagmar ligger udi Ribe syg (Königin Dagmar ist krank in Ribe) und beschreibt ihren Tod. Es ertönt im Dom zu Ribe täglich als Glockenspiel.
Über ihr Leben schrieben die tschechischen Autoren Václav Beneš Třebízský einen historischen Roman (Královna Dagmar, 1883) und Svatopluk Čech einen Epos (Dagmar, 1885). Der Däne Poul Schierbeck komponierte ihr zu Ehren eine Kantate (Dronning Dagmar). Die Bildhauerin Anne Marie Carl-Nielsen schuf eine Skulptur (Dronning Dagmar, 1914) auf der Riberhus Slotsbanke, den Ruinen der Burg zu Ribe, die der Königin zeitweilig als Wohnsitz diente.
Ebenfalls auf ihren Namen geht das Dagmarkreuz zurück, das man beim Öffnen einiger Gräber in der Vierung der Ringsteder Kirche im Jahr 1695 fand, eine byzantinische Arbeit des 10. oder 11. Jahrhunderts. Eine Nachbildung des Kreuzes ist in Dänemark ein traditionelles Tauf- oder Konfirmationsgeschenk. Auch Bräute in Ringsted tragen eine Nachbildung.